# Procès Katzenberger

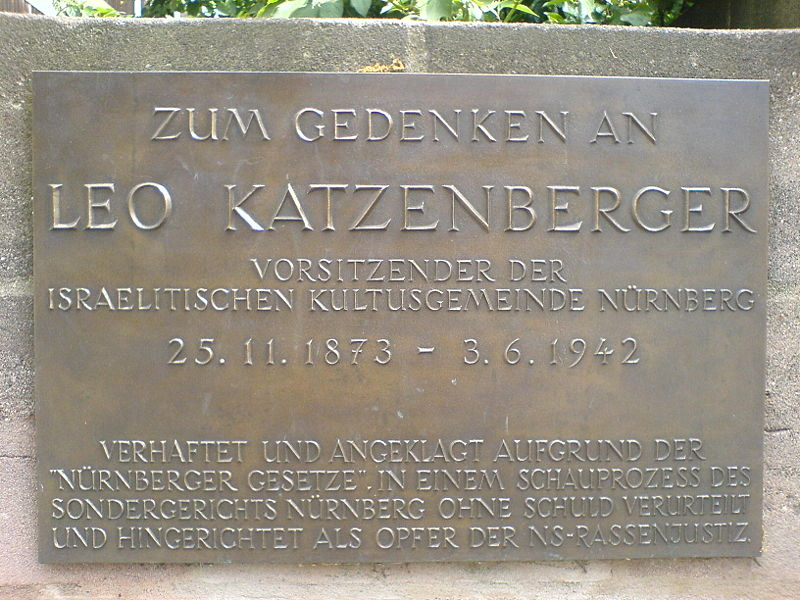
Plaque commémorative sur le Leo-Katzenberger-Weg à Nuremberg

Le Procès Katzenberger est un procès-spectacle nazi. Lehmann (Leo) Katzenberger, un homme d'affaires juif, membre éminent de la communauté juive de Nuremberg, accusé d'avoir eu une liaison avec une jeune femme "aryenne", est condamné à mort le 14 mars 1942. Le juge qui a présidé le tribunal, a été jugé après la guerre au procès des juges à Nuremberg pour crimes de guerre et condamné à la prison à vie. Le procès Katzenberg a servi de base à une partie du scénario du film de 1961 Jugement à Nuremberg.

## Historique
Leo Katzenberger, né le 28 novembre 1873 à Maßbach près de Bad Kissingen, possède, avec deux de ses frères, un important commerce en gros de chaussures sous le nom de Springmann-Schuhwarenhaus, ainsi qu'une trentaine de magasins de détail de chaussures en Allemagne du sud. Ses activités ont prospéré jusqu'à la nuit de Cristal de novembre 1938. Il est aussi très impliqué dans la communauté juive de Nuremberg et depuis 1939, préside l'Organisation culturelle juive de Nuremberg.
Depuis 1932, il loue à Irene Seiler (née Scheffler), la fille d'une de ses relations d'affaires, un petit appartement dans une des maisons que possèdent les Katzenberger, située à côté des bureaux de sa société. Pendant des années, les commérages locaux ont propagé le bruit que Seiler et Leo Katzenberger avaient une liaison.
À la suite de la dénonciation de Paul Kleylein, un orthopédiste, et sa femme Betty, Leo Katzenberger est arrêté le 18 mars 1941 et inculpé par le procureur Hermann Markl, pour relations sexuelles extraconjugales avec Irene, une non-Juive, en vertu des lois de Nuremberg sur la pureté du sang (Blutschutzgesetz).

## Le procès
Leo Katzenberger va constamment réfuter toutes ces accusations, ainsi qu'Irene, qui niera sous serment toute relation sexuelle avec Leo, affirmant que leurs relations étaient celles de père à fille. Le juge des investigations conclura dans un premier temps qu'il n'y a aucune évidence probante pour aller au procès.

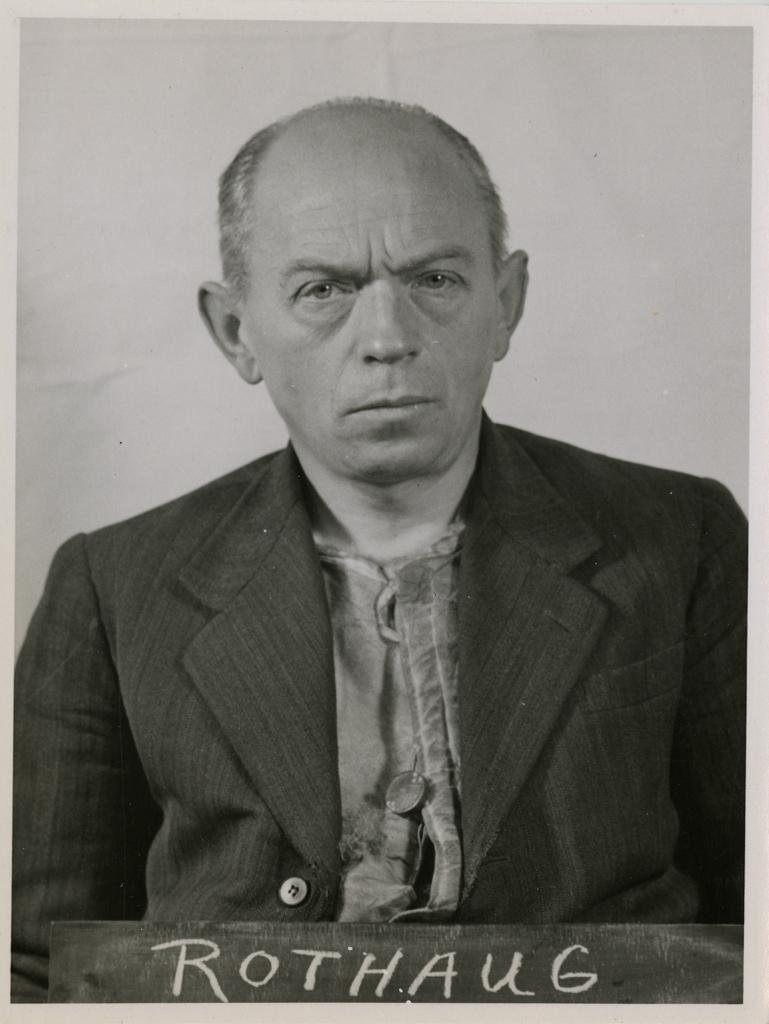
Le juge Oswald Rothaug lors du procès des juges pour crimes de guerre, à Nuremberg en 1947

Les investigations attirent cependant l'attention du juge Oswald Rothaug, connu pour sa sévérité, et nazi virulent, qui s'arrange pour que l'affaire lui soit attribuée. Il voit tout de suite la publicité qu'un tel procès pourrait produire pour affirmer son engagement nazi et favoriser sa carrière. Il envoie ainsi des invitations pour le procès à tous les nazis influents de Nuremberg.
Aucune preuve concluante que Leo Katzenberger et Seiler aient eu des relations sexuelles ni que celles-ci pourraient avoir continué jusqu'à et pendant la Seconde Guerre mondiale, n'est produite durant le procès. À l'époque, la sentence pour avoir enfreint la loi de la Rassenschutzgesetz (Loi sur la pureté de la race) entraîne une condamnation à la prison pour plusieurs années, mais nullement la peine de mort. Le juge Rothaug pour sa décision appliquera la Volkschädlingsgesetz (Loi de l'ennemi public), loi utilisée en période de guerre contre les auteurs de crime. En se fondant sur un seul témoin qui certifie avoir vu Katzenberger quitter l'appartement de Seiler quand il faisait déjà noir, Rothaug applique cette loi pour condamner à mort Katzenberger.

## Conséquences
Leo Katzenberger est guillotiné à la prison de Stadelheim de Munich le 2 juin 1942. Irene Seiler est condamnée pour parjure pour avoir nié avoir eu une liaison et condamnée à deux ans d'emprisonnement, selon les vœux d'Hitler, qui voulait que les femmes ayant enfreint les lois de protection raciale soient condamnées pour parjure ou obstruction à la justice.
Même parmi certains officiels nazis, la ténuité des motifs ayant conduit à condamner à mort Katzenberger pose problème. Oswald Rothaug est muté à Berlin en 1943, au poste de procureur d'État, car le ministre de la justice le considère comme inapte à être juge. En 1947, après la Seconde Guerre mondiale, il est jugé par les Américains pour crime de guerre au procès des juges à Nuremberg, en partie pour son rôle dans le procès Katzenberger. Il est condamné à la prison à vie, mais relâché en décembre 1956 pour raison de santé. Il meurt à Cologne en 1967 à l'âge de 70 ans.
Le procès Katzenberger est un cas extrême montrant comment l'antisémitisme a corrompu la justice dans l'Allemagne nazie. Le film Jugement à Nuremberg (1961) de Stanley Kramer est basé en partie sur ce procès, avec Spencer Tracy dans le rôle du juge principal, et Judy Garland dans celui de Seiler. Son interprétation lui vaudra une nomination aux Oscars.